# Едуард Давид
Едуард Давид (нім. Eduard Heinrich Rudolph David; 11 червня 1863, Едігер-Еллер — 24 грудня 1930, Берлін) — діяч німецької соціал-демократії, статс-секретар міністерства закордонних справ, в подальшому міністр внутрішніх справ Веймарської республіки.

## Біографія

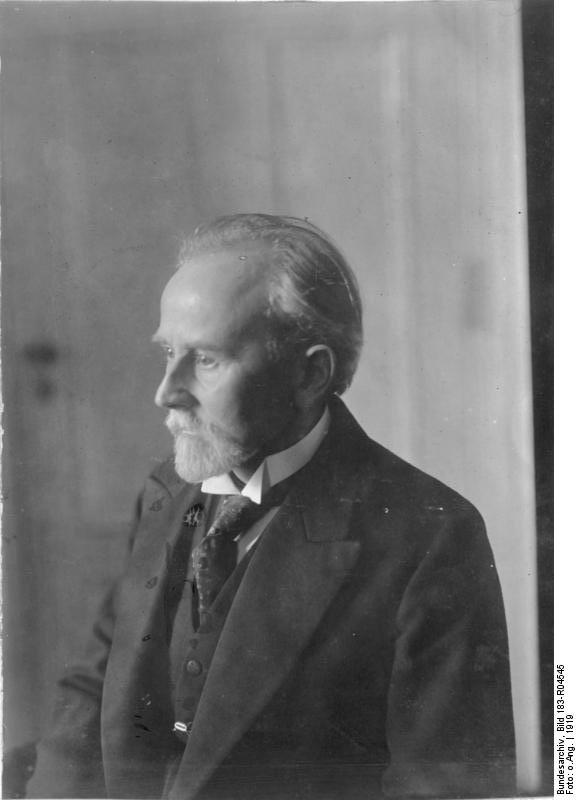
Е. Давид. 1919

Був вчителем гімназії до 1894. У 1893 році вступив до Соціал-демократичної партії.
У 1903-1918 і 1920-1930 був депутатом рейхстагу, одним із керівників соціал-демократичної парламентської фракції, в жовтні 1918 увійшов в кайзеровский уряд Максиміліана Баденського в якості молодшого статс-секретаря в міністерстві закордонних справ. У лютому 1919 був першим головою Веймарських національних зборів, в лютому 1919 — червні 1920 міністром внутрішніх справ. У 1922-1927 представник центрального уряду в Гессені.